# Grazer Integriertes Bibliothekssystem
Das Grazer Integrierte Bibliothekssystem, kurz GRIBS, war ein in Österreich entwickeltes und verwendetes integriertes Bibliothekssystem, wobei nur die automatisierte Entlehnverbuchung tatsächlich verwirklicht wurde und in Betrieb genommen werden konnte. GRIBS ging erstmals 1979 an der Universitätsbibliothek Graz in Betrieb und wurde ab den 1980er Jahren von neuen Systemen wie etwa BIBOS abgelöst. GRIBS hatte eine Vorreiterrolle für spätere Bibliothekssysteme und war das erste wichtige System Österreichs.

## Geschichte
GRIBS wurde ab 1976 an der Universitätsbibliothek Graz in Kooperation mit der damaligen Planungsstelle für wissenschaftliches Bibliothekswesen entwickelt. Das einzige verwirklichte Modul, das Entlehnsystem ging 1979 in Graz in Betrieb und wurde in der Folge von der Universitätsbibliothek Wien, der Universitätsbibliothek Linz und der Universitätsbibliothek Salzburg übernommen.